# Marcilly-sur-Seine
Marcilly-sur-Seine é uma comuna francesa na região administrativa do Grande Leste, no departamento de Marne. Estende-se por uma área de 10.01 km², e possui 633 habitantes, segundo o censo de 2018, com uma densidade de 63 hab/km².